# Annette Bednosky
Annette Bednosky est une athlète américaine née le 27 novembre 1966. Spécialiste de l'ultra-trail, elle a notamment remporté la Massanutten Mountain Trails 100 Mile Run en 2004 et la Western States Endurance Run en 2005.

## Résultats
| no  | féminin            | Course                                   | Longueur | Départ           | Temps            |
| --- | ------------------ | ---------------------------------------- | -------- | ---------------- | ---------------- |
| 11e | Médaille d'or      | Massanutten Mountain Trails 100 Mile Run | 100 mi   | 8 mai 2004       | 25 h 14 min 54 s |
| 13e | Médaille d'or      | Western States Endurance Run             | 100 mi   | 25 juin 2005     | 18 h 39 min 01 s |
| 23e | Médaille d'argent  | JFK 50 Mile                              | 50 mi    | 17 novembre 2007 | 7 h 10 min 29 s  |
| 27e | Médaille de bronze | American River 50 Mile Endurance Run     | 50 mi    | 4 avril 2009     | 7 h 11 min 21 s  |
| 26e | Médaille de bronze | JFK 50 Mile                              | 50 mi    | 21 novembre 2009 | 7 h 02 min 52 s  |